# 维多利诺·德拉普拉萨
维多利诺·德拉普拉萨（西班牙語：Victorino de la Plaza，1840年11月2日—1919年10月2日），阿根廷总统（1914—1916年）。
| 前任： 何塞·菲格罗亚·阿尔科塔 | 阿根廷副总统 1910年—1914年 | 繼任： 佩拉希奥·卢纳     |
| 前任： 罗克·萨恩斯·佩尼亚     | 阿根廷总统 1914年—1916年   | 繼任： 伊波利托·伊里戈延 |